# Ladurée

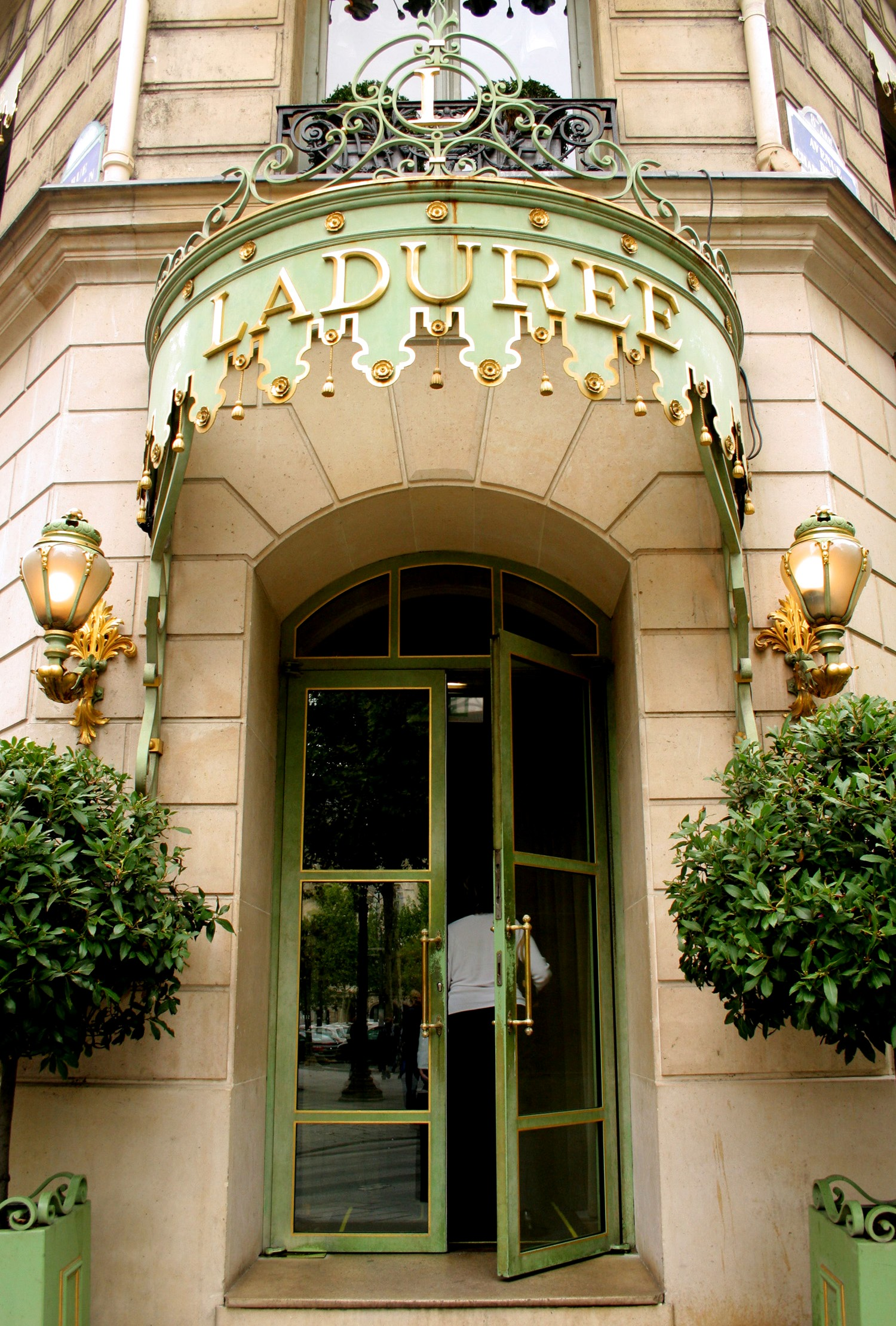
Cửa hàng bánh ngọt Ladurée nhìn ra Đại lộ Champs-Élysées

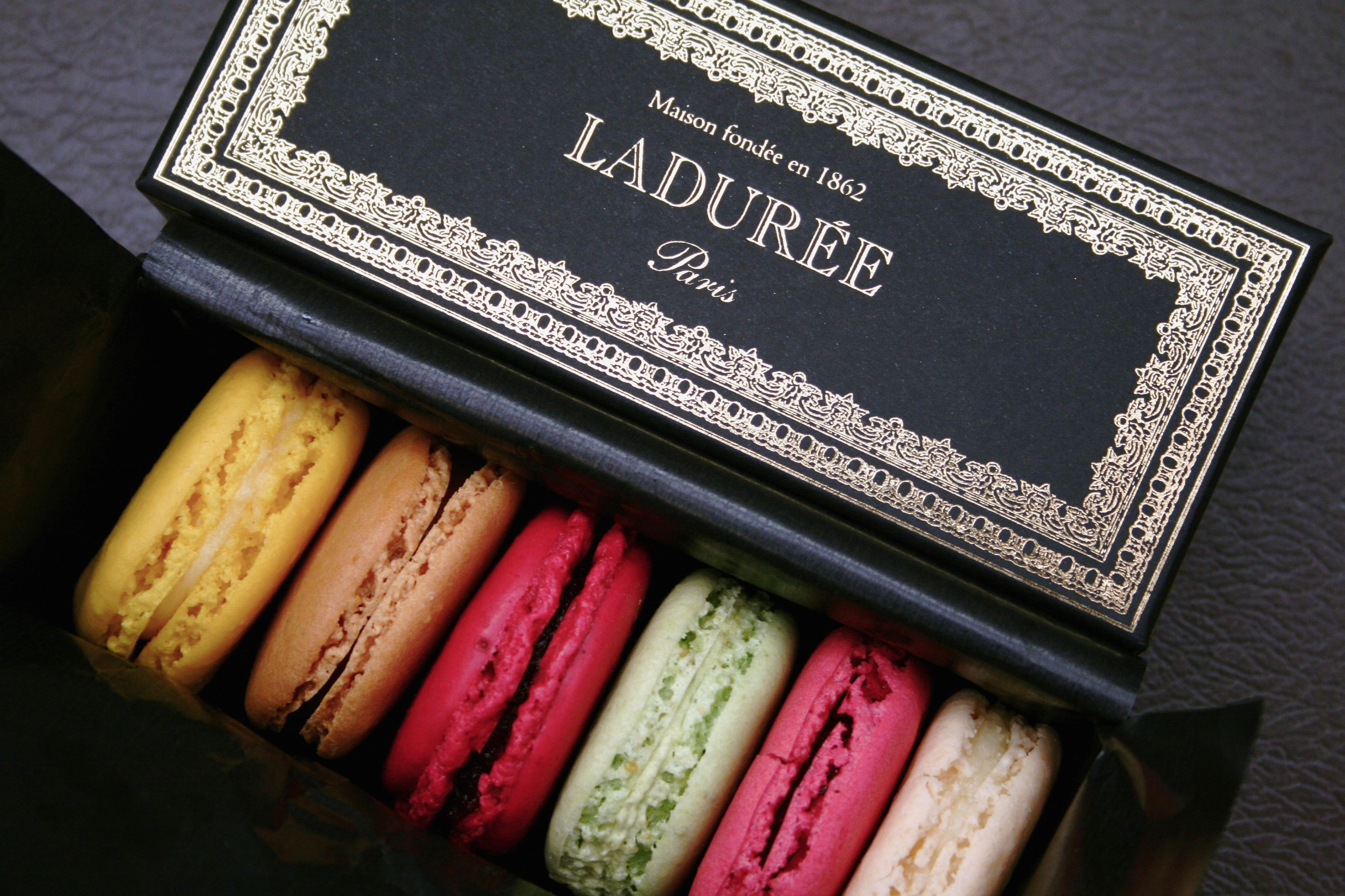
Hộp bánh của Ladurée

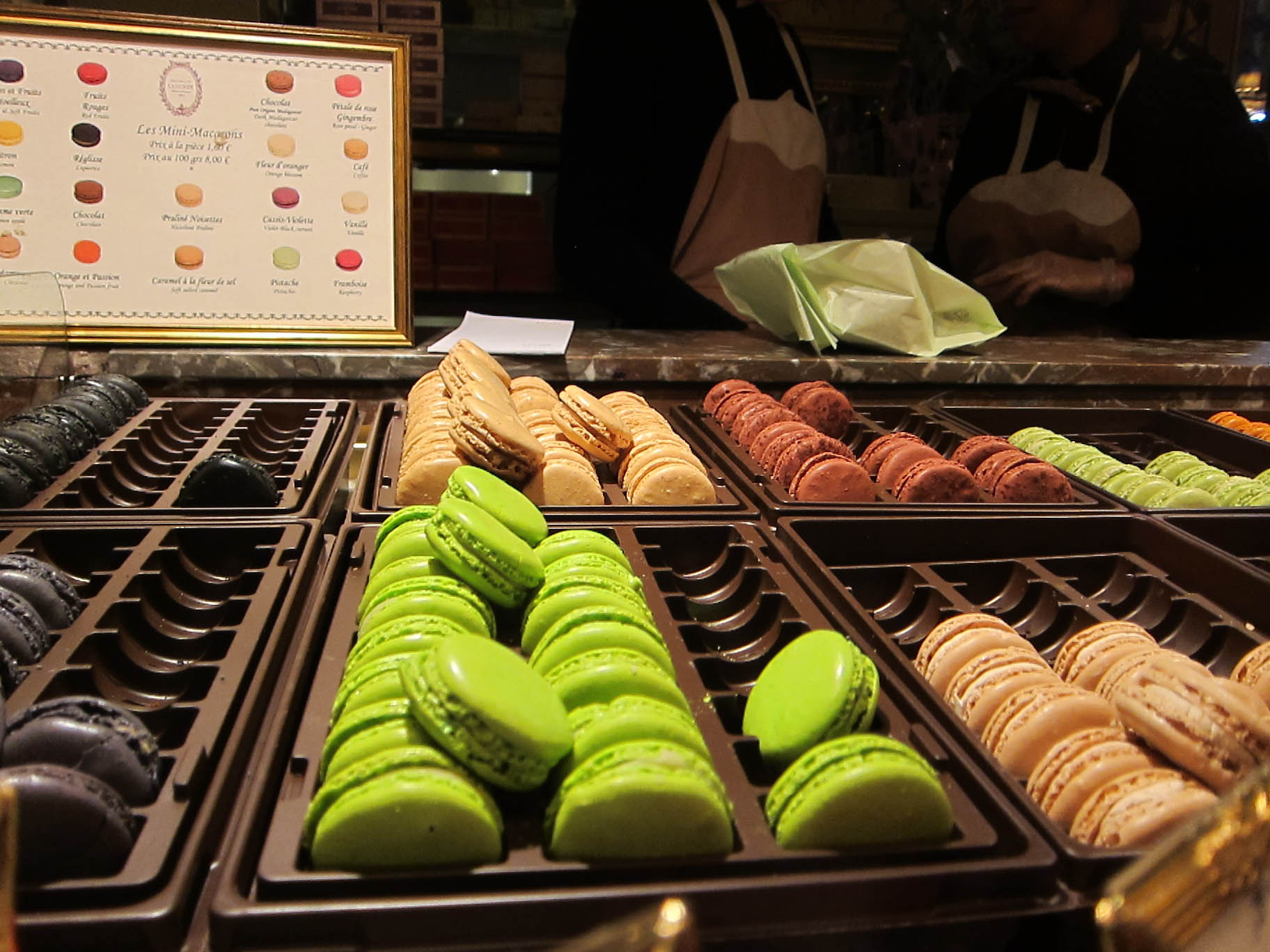
Macaron được bày bán tại Ladurée

Ladurée là một thương hiệu bánh ngọt cao cấp đặt trụ sở tại Paris. Đây được biết đến là nơi sáng tạo ra loại bánh macaron hai tầng mà mỗi ngày có tới 15.000 chiếc bánh được bán ra. Hơn nữa họ còn là một trong những nhà sản xuất macaron tốt nhất được biết đến trên thế giới.

## Lịch sử
Tiệm bánh Ladurée được thành lập bởi Louis-Ernest Ladurée năm 1862, nằm trên phố Rue Royale, Paris. Trong cuộc nổi dậy Công xã Paris năm 1871, cửa hàng đã bị cháy. Một tiệm bánh khác lại được dựng lên ngay tại địa điểm cũ, phần trang trí nội thất được giao cho Jules Chéret và nội thất trong cửa hàng được sơn màu men ngọc giống như ở mặt tiền. Danh tiếng của Ladurée nổi lên vào năm 1930, khi cháu trai của ông, Pierre Desfontaines, đã nảy ra ý tưởng đầu tiên cho bánh macaron hai tầng, gắn hai vỏ bánh với một lớp kem ganache ở giữa. Desfontaines cũng đã mở một phòng trà ngay trong tiệm bánh.

## Hiện nay
Năm 1993, Holder Group nắm giữ công ty Ladurée. Gia đình Holder cũng sở hữu chuỗi cửa hàng bánh PAUL ở Pháp. Sau khi tiếp quản, công ty bắt đầu nỗ lực mở rộng, mở các cửa hàng bánh ngọt và phòng trà trên Đại lộ Champs-Élysées và ở Le Printemps Haussmann vào năm 1997, tiếp đó là Ladurée Bonaparte vào năm 2002. Sự phát triển mang tầm quốc tế của Ladurée được khởi đầu từ năm 2005 với Luân Đôn. Hiện nay, các cửa hàng Ladurée cũng có mặt tại Monaco, Thụy Sĩ, Nhật Bản, Italia, Liban, Thổ Nhĩ Kỳ, UAE, Ả Rập Xê Út, Luxembourg, Kuwait và Ireland.
Ladurée làm bánh cho phim Marie Antoinette của đạo diễn Sofia Coppola, bánh macaron xuất hiện trong cảnh phim giữa Marie Antoinette và Đại sứ Mercy. Bánh của họ cũng xuất hiện trong phim Gossip Girl với nhân vật Blair Waldorf mê bánh ngọt.